# Zilliz
Zilliz是上海赜睿信息科技有限公司于2017年创立的AI非结构化数据处理和分析软件公司。

## 历史
Zilliz成立于2017年5月，并于同年8月获得由云启资本领投，靖亚资本、华岩资本跟投的数千万元天使轮融资。2018年5月，Zilliz获得1000万美元A轮融资，本轮融资资本方为晨兴资本，松禾资本，云启资本，靖亚资本。2020年11月，Zilliz获得4300万美元B轮融资，由高瓴资本领投，挚信资本和Pavilion Capital跟投，A轮领投方五源资本和天使轮领投方云启资本继续加注，义柏资本担任独家财务顾问。

## 产品
Zilliz研发了向量相似度搜索引擎Milvus，并于2019年10月在GitHub上开源。2020年4月，Milvus加入Linux AI基金会（LF AI）成为其最新的孵化项目。